# Ptocheuusa
Ptocheuusa is een geslacht van vlinders van de familie tastermotten (Gelechiidae).

## Soorten
- P. abnormella (Herrich-Schäffer, 1854)
- P. albiramis (Meyrick, 1923)
- P. asterisci (Walsingham, 1903)
- P. cuprimarginella Chrétien, 1915
- P. dejectella (Staudinger, 1859)
- P. dresnayella Lucas, 1945
- P. guimarensis (Walsingham, 1908)
- P. inopella (Zeller, 1839)
- P. minimella (Rebel, 1936)
- P. multistrigella Ragonot, 1893
- P. paupella

Alantpalpmot (Zeller, 1847)
- P. scholastica (Walsingham, 1903)
- P. sublutella Christoph, 1873